# Gmina Mogielnica
Die Gmina Mogielnica ist eine Stadt-und-Land-Gemeinde im Powiat Grójecki der Woiwodschaft Masowien in Polen. Sie hat etwa 8600 Einwohner. Ihr Sitz ist die gleichnamige Stadt mit etwa 2200 Einwohnern.

## Geographie

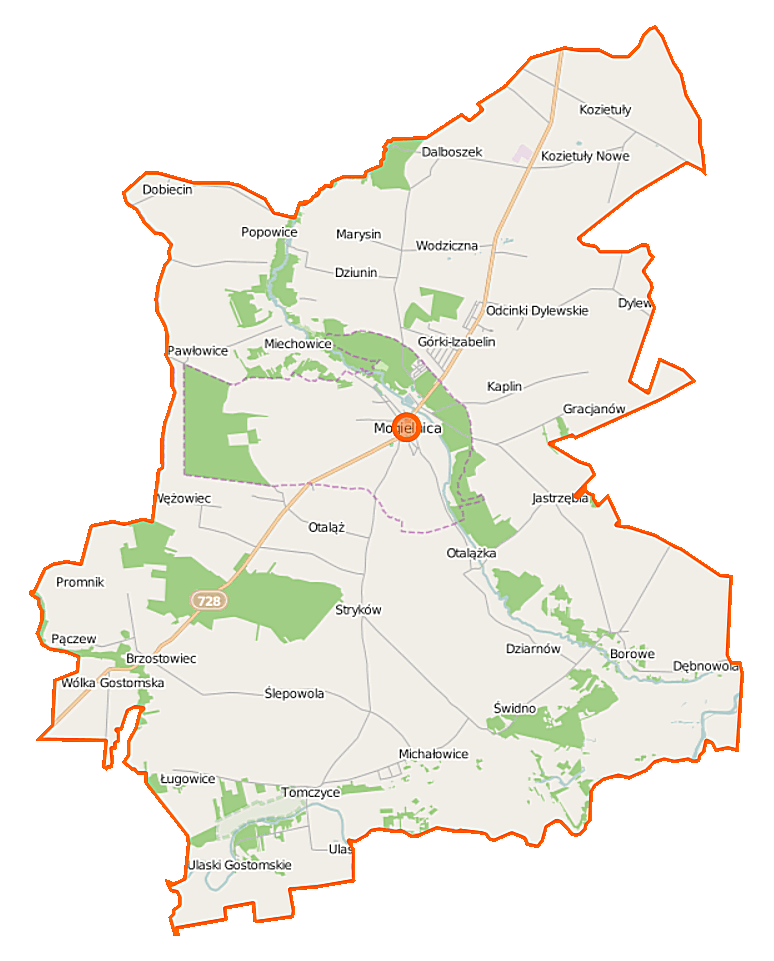
Karte der Gemeinde

Die Gemeinde liegt im Südwesten der Woiwodschaft und grenzt im Westen an die Woiwodschaft Łódź. Die Hauptstadt Warschau liegt etwa vierzig Kilometer nordöstlich. Nachbargemeinden sind Błędów sowie Belsk Duży im Norden, Goszczyn im Nordosten, Promna im Südosten, Wyśmierzyce im Süden, Nowe Miasto nad Pilicą im Südwesten und Sadkowice im Westen.
Die Gemeinde hat eine Fläche von 141,6 km², 81 Prozent werden land- und 12 Prozent forstwirtschaftlich genutzt.

## Geschichte
Die Landgemeinde Mogielnica wurde 1973 aus Gromadas gebildet. Von 1975 bis 1998 war der Powiat aufgelöst und die Gemeinde kam zur Woiwodschaft Radom. Stadt- und Landgemeinde wurden 1990/1991 zur Stadt-und-Land-Gemeinde vereinigt. Zum 1. Januar 1999 kam diese wieder zum Powiat Grójecki der Woiwodschaft Masowien.

## Gliederung
Zur Stadt-und-Land-Gemeinde (gmina miejsko-wiejska) gehören neben der Stadt Mogielnica folgende 37 Dörfer mit einem Schulzenamt (sołectwo):
Borowe
Brzostowiec
Dalboszek
Dąbrowa
Dębnowola
Dobiecin
Dylew
Dziarnów
Dziunin
Główczyn
Główczyn-Towarzystwo
Górki-Izabelin
Gracjanów
Jastrzębia
Jastrzębia Stara
Kaplin
Kozietuły
Kozietuły Nowe
Ługowice
Marysin
Michałowice
Miechowice
Odcinki Dylewskie
Otaląż
Otalążka
Pawłowice
Pączew
Popowice
Stamirowice
Stryków
Ślepowola
Świdno
Tomczyce
Ulaski Gostomskie
Wężowiec
Wodziczna
Wólka Gostomska

## Verkehr
Der nächste Fernbahnhof ist Warka, der nächste internationale Flughafen Warschau.